# ビーバータール
ビーバータール (ドイツ語: Biebertal) は、ドイツ連邦共和国ヘッセン州ギーセン郡に属す町村（以下、本項では便宜上「町」と記述する）である。町名は、この町を北北西から南南東に向かって流れるビーバー川に由来する。

## 地理
ビーバータールは、約 500 m の高さのデューンスベルクに囲まれ、ヘッセン州最大の森林山地の一つであるクロフドルフの森（プロイセンの森とも呼ばれる）の西端にあたる。この両者はクロフドルフ＝ケーニヒスベルクの森の一部である。
この町は、ギーセン盆地に突き出したグラーデンバッヒャー・ベルクラントの支脈であるグライベルガー・ラントに位置している。町域はラーン川支流のビーバー川流域にあたる。ビーバー川は、支流のシュトルプバッハ川とデューンスベルクバッハ川、さらにその支流のケールバッハ川とともに谷を形成しており、町の全集落がほぼこの谷に含まれている。クルムバッハ集落だけは同名の川沿いにある。クルムバッハ川は、フェルス川およびザルツベーデ川を経由してラーン川に合流する。フランケンバッハ集落はデューンスベルクバッハ川とフランケンバッハ川（フェルス川支流）との間に位置し、ケーニヒスベルク集落はシュトルプバッハ川とシュヴァルベンバッハ川（ラーン川支流）との間に位置している。

### 隣接する市町村
ビーバータールは、北はビショッフェン（ラーン＝ディル郡）およびローラ（マールブルク＝ビーデンコプフ郡）、東はヴェッテンベルク（ギーセン郡）、南はホイヒェルハイム・アン・デア・ラーン（ギーセン郡）およびラーナウ（ラーン＝ディル郡）、南西はヴェッツラー（ラーン＝ディル郡）、西はホーエンアール（ラーン＝ディル郡）と境を接する。ビーバータールは、ヴェッテンベルク、ラーナウ、ホイヒェルハイムとともにグライベルガー・ラントを形成している。

### 自治体の構成
ビーバータールは、フェリングスハウゼン、フランケンバッハ、ケーニヒスベルク、クルムバッハ、ロートハイム＝ビーバー、フェッツベルクの各集落からなる。

## 歴史
ケルト時代にはすでに、戦略上重要なデューンスベルクに入植がなされていた。多くの発掘調査がこれを裏付けている。「Biber」という記述は紀元後775年に初めてなされている。メッゲンハイム家の一人が、Biberaha（ビーバー）の所有地をフルダ修道院に寄贈したというものである。次の記述は1300年から1454年で、「Biberaha」という表記がなされている。1600年にやっと「uff der Bieber」という表記が現れた。住民は日雇い労働者とわずかな農民で構成されていた。ビーバーバッハの上流には7基の水車があり、19世紀中頃までその周囲に数軒の家が集まっていた。人口は、1837年になっても 190人に達する程度であった。
鉱山開発と19世紀後半のタバコ工場の進出がビーバーに好景気をもたらした。ケールバッハ通りに一種の「工業地域」があった。ここには、1422年に鍛冶屋があったと記録されている。さらに発展は続き、1620年から1622年に石灰の採石と焼成が記録されている。石灰は1941年から工業的に振興された。
1898年、鉄道路線「ビーベルリース」（ビーバータール鉄道）が建設された。この鉄道の貨物集積地が、1890年頃に掘られたバウムガルテンのイーダ坑であった。ここには現在でも当時のエレオノーレ坑の機械棟が見られる。1906年に水道が（70人のイタリア人出稼ぎ労働者を使って）設けられ、1914年に電力網が敷設され、1973年にバイパス道路が建設された。
ビーバー集落は、かつて 3つの部分に分かれていた。ケーニヒスベルクに属す部分、フェリングスハウゼンに属す部分、ロートハイムに属す部分である。これらを統一して固有の村を建設しようとするビーバーの試みは、早くも1862年にロートハイムの村長ヴァーグナーとフェリングスハウゼンの村長ゲルラハがこれを拒絶したことで頓挫した。1933年以降4月1日以降、ビーバーはロートハイムに属した。
ヘッセン州の地域再編に伴い、フェリングスハウゼン、ケーニヒスベルク、クルムバッハ、ロートハイム＝ビーバーが自由意思の決議に基づき1970年12月1日合併し、新しい自治体ビーバータールが成立した。1977年1月1日には、州法に基づき、それまで独立した自治体であったフランケンバッハがビーバータールに編入された。

## 行政

### 町議会
2011年3月27日の町議会議員選挙以降、ビーバータール町議会は 31議席からなる。

### 首長
無所属候補トーマス・ベンダーは、2005年9月25日の決選投票で 53.1 % の票を獲得して町長に選出された。この選挙の投票率は 64.9 % であった。トーマス・ベンダーは2011年9月4日の町長選挙の第1回投票で 66.5 % の票を獲得した。対立候補のウーテ・コッホ (SPD) の得票率は 33.5 % であった。この選挙の投票率は 51.8 % であった。2007年9月24日の選挙に無所属で現職のトーマス・ベンダーは出馬しなかった。選挙はパトリシア・オルトマン（無所属）とミヒャエル・ボルケ (SPD) で争われた。2017年10月15日の決選投票で、パトリシア・オルトマンは 63.6 % の票を獲得して町長に選出された。

### 町政指導部
ビーバータールの町政指導部は、7人の助役と町長で構成されている。

### 地区委員会
それぞれの地区は地区委員会によって運営されている。フェリングスハウゼン、フランケンバッハ、ケーニヒスベルク、クルムバッハ、フェッツベルクの地区委員会は 5人、ロートハイム＝ビーバーの地区委員会は 7人の委員からなる。

### 紋章
ビーバータールの紋章は、黒地、赤地、金地に、冠、ビーバー、キツネの 3つのシンボルが描かれている。
冠は、ケーニヒスベルクの紋章デザインとして、16世紀からすでに当時の「キヴィタス・レギオモンターナ」の印章に用いられていた。キツネは1969年にフェリングスハウゼンの紋章シンボルとして採択された。ここの住民は伝統的に「ロートフュクゼ」（赤いキツネ）あるいは「ロートケッペ」と呼ばれていたためである。ビーバーは、「駄洒落」、つまり地名に基づくシンボルとして、1968年にロートハイム＝ビーバーがこれを採用された。ビーバーは、新しい紋章においても、新たに創設された町の名前を示している。
この紋章は、紋章研究家のハインツ・リットによってデザインされた。

### 姉妹自治体
ビーバータールは、以下の姉妹自治体協定を締結している。
- サリアン（フランス語版、英語版）（フランス、ヴォクリューズ県）1969年
- デンビー（英語版、ドイツ語版）（イギリス、デンビーシャー）1991年
- アイベンシュトック（ドイツ語版、英語版）（ドイツ、ザクセン州）1991年

## 文化と見所

### 見所
- フェッツベルク城趾

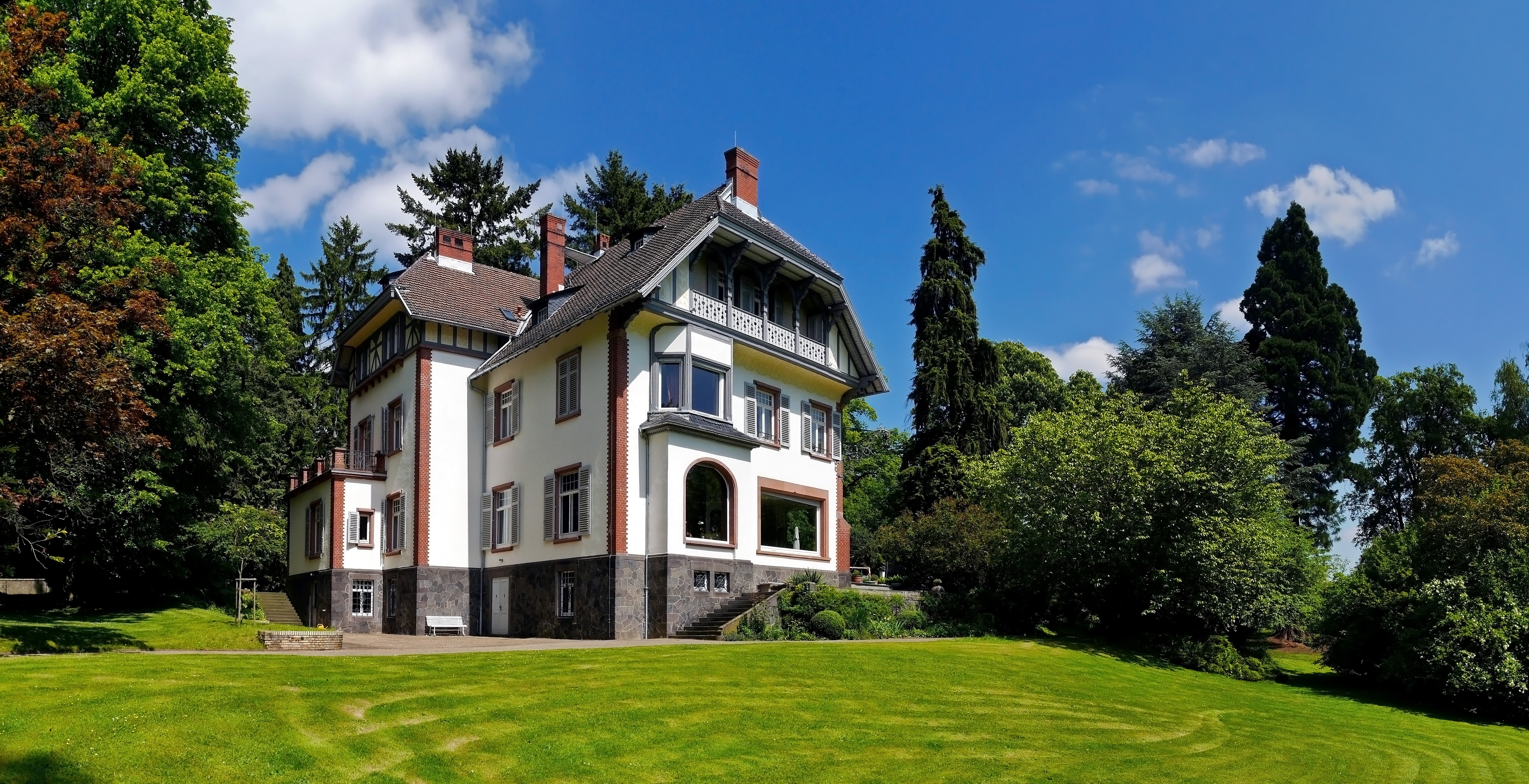
ガイルシャー・パルクのヴィラ

- デュンスベルク（ケルト時代のオッピドゥム）
- ケルテンケラー博物館
- ガイルシャー・パルク
- シュミッテ・ミューレ
- ロートハイムとフランケンバッハの郷土博物館
- シュテルンシャンツェ（七年戦争の砦跡）

- デュンスベルクのオッピドゥム跡
- ケルテンケラー博物館の展示品
- ガイルシャー・パルクのシュヴァイツァー・ハウス

## 経済と社会資本

### 教育
- ビーバータール総合学校
- ロートハイム＝ビーバー基礎課程学校
- フェリングスハウゼン基礎課程学校

## 人物
- ヨハン・ゲオルク・ヴィレ（1715年 - 1808年）銅版画家

## 引用
1. ↑  Hessisches Statistisches Landesamt: Bevölkerung in Hessen am 31.12.2023 (Landkreise, kreisfreie Städte und Gemeinden, Einwohnerzahlen auf Grundlage des Zensus 2011)]
2. ↑  Biebertal - Ortsteile（2015年5月25日 閲覧）
3. ↑  Wetzlarer Neue Zeitung: Bieber wird erstmals 775 erwähnt. 1. Juli 2006
4. ↑  Statistisches Bundesamt (Hrsg.): Historisches Gemeindeverzeichnis für die Bundesrepublik Deutschland. Namens-, Grenz- und Schlüsselnummernänderungen bei Gemeinden, Kreisen und Regierungsbezirken vom 27. 5. 1970 bis 31. 12. 1982. W. Kohlhammer GmbH, Stuttgart und Mainz 1983, ISBN 3-17-003263-1, p. 379.
5. ↑  Gesetz zur Neugliederung des Dillkreises, der Landkreise Gießen und Wetzlar und der Stadt Gießen（2015年5月25日 閲覧）
6. ↑  K.-H. Gerstenmeier: Hessen. Gemeinden und Landkreise nach der Gebietsreform. Eine Dokumentation. Melsungen 1977, p. 282
7. ↑  ヘッセン州統計局: 2011年3月27日のビーバータール町議会議員選挙結果（2015年5月25日 閲覧）
8. ↑  ヘッセン州統計局: 2005年9月25日のビーバータール町長選挙結果（2015年5月25日 閲覧）
9. ↑  ヘッセン州統計局: 2011年9月4日のビーバータール町長選挙結果（2015年5月25日 閲覧）
10. ↑  “Bürgermeisterwahl in Biebertal am 15.10.2017”. 2020年3月10日閲覧。
11. ↑  Biebertal - Gemeindevorstand（2015年5月25日 閲覧）
12. ↑  Biebertal - Das Wappen（2015年5月26日 閲覧）
13. ↑  Biebertal - Partnerschaften（2015年5月26日 閲覧）